# Pierre de Fontaines (juriste)
Pour les articles homonymes, voir Pierre de Fontaines.

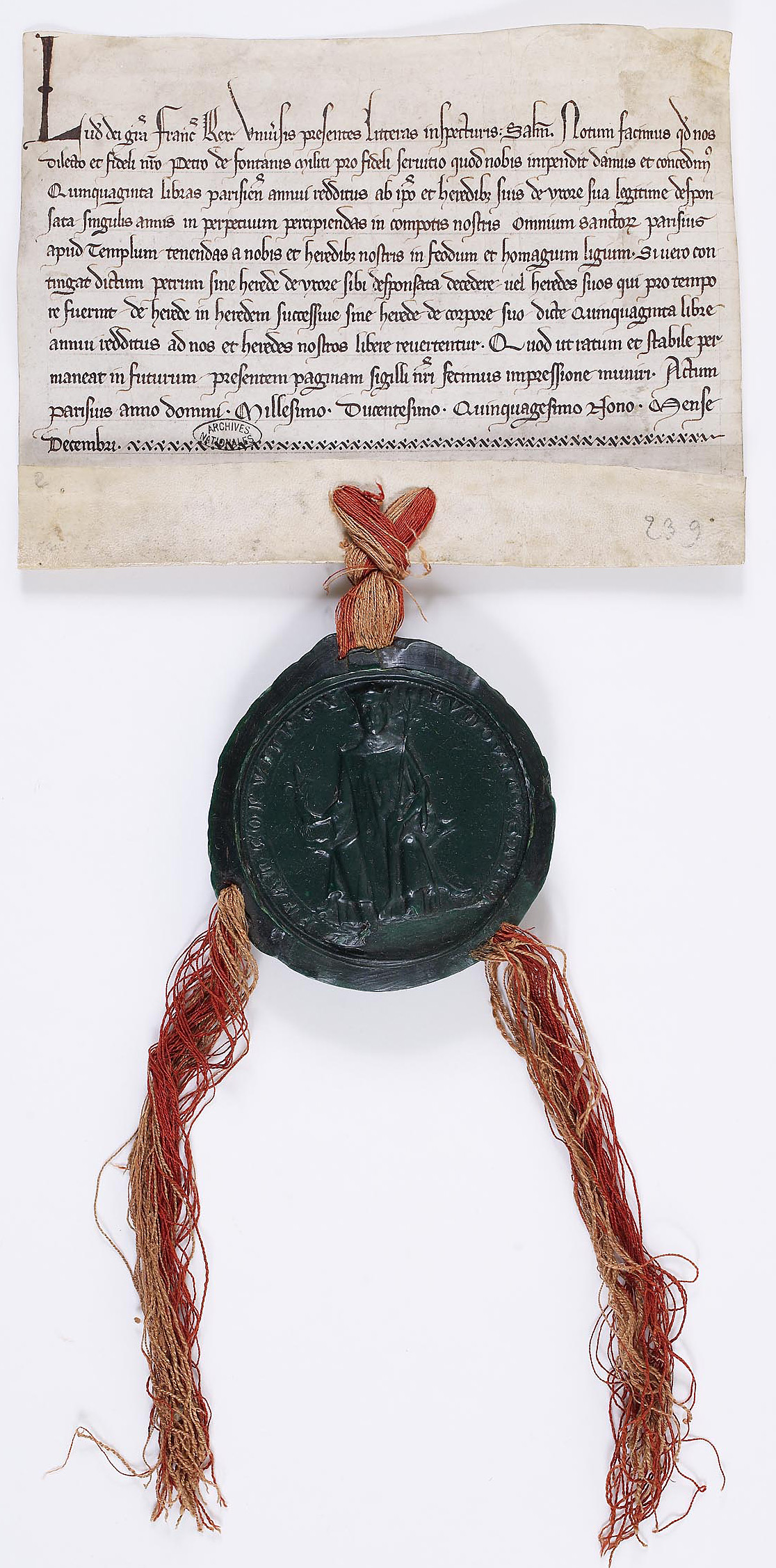
Le roi de France Louis IX octroie une rente de 50 livres parisis à son jurisconsulte Pierre de Fontaines. Paris, décembre 1259. Archives nationales de France.

Pierre de Fontaines est un magistrat et jurisconsulte français du XIIIe siècle, auteur du plus ancien traité juridique en langue française conservé, écrit vers 1253, intitulé le Conseil que Pierre de Fontaines donna à son ami.

## Biographie
Il était issu d'une famille noble de Picardie. En 1252-53, il était bailli du Vermandois, représentant du roi dans ce qui était alors la plus vaste circonscription de l'administration royale. Il occupe à nouveau cette charge à la fin de sa vie, en 1289. Entre-temps, conseiller du roi saint Louis, il est appelé à siéger « en sa Cour de Parlement » (futur Parlement de Paris) entre 1258 et 1270. Au témoignage de Jean de Joinville, il est alors un des plus proches conseillers juridiques du roi. Il est un des maîtres d'œuvre des réformes judiciaires et législatives qui marquent la seconde moitié du XIIIe siècle.
Son traité a pour visée de former un jeune gentilhomme appelé à administrer la justice (peut-être le fils du roi, le prince Louis). L'auteur y brosse un tableau très précis des usages alors en vigueur dans le Vermandois en matière de procédure civile et criminelle. D'autre part, ce texte est contemporain de la redécouverte du droit romain (le Corpus juris civilis) en France, sous l'influence notamment des écoles de droit d'Orléans ouvertes à partir des années 1230, et l'auteur, féru de ce droit, y recourt constamment, non pas pour renverser le droit coutumier féodal, mais pour montrer que les deux ne sont pas en contradiction. Il est toutefois amené à critiquer et corriger les « mauvaises coutumes » en se fondant sur le droit écrit rationnel. Enfin, il mentionne les premières applications d'une législation royale.
Les différents chapitres, en tout trente-cinq, traitent notamment des sujets suivants : les préceptes de religion et de morale ; les semonces ou ajournements ; les excuses pour ne pas se présenter à l'audience ; les serments ; la plègerie d'être à droit ; les amendes ; les amparliers ou avocats ; le claim ou demande ; le jour du conseil, le droit d'ester en justice ; les mineurs et leurs droits ; les obligations ; le dol et la fraude ; les despaïsés (absents) ; les arbitrages ; les taverniers et hosteliers ; les jugements, les procureurs ; la manière de fausser le jugement, l'appel ; la juridiction ou compétence ; la manière de proposer les demandes dans les matières civiles et criminelles ; quand le procès est censé commencer ; les jours fériés où l'on ne peut plaider ; qui doit juger les causes des orphelins, veuves, convalescents, mineurs ; la compétence criminelle pour juger les criminels et fugitifs ; la compétence des demandes de saisine ; la délivrance de legs, de dette, de garantie, de pétition d'hérédité ; le viol, la force ou violence, le crime ; les testaments, la portion disponible, la disposition des meubles et conquêts ; les dons faits par le père à ses enfants, le devoir de subsistance et de soutenance ; la possession et les actions possessoires ; etc.
Le Conseil de Pierre de Fontaines, largement reproduit et diffusé, a ouvert la voie à d'autres ouvrages du même type, en particulier les Établissements de saint Louis, parus en 1273, et les Coutumes de Beauvaisis de Philippe de Beaumanoir, publiées en 1283. Longtemps oublié ensuite, il a été imprimé pour la première fois en 1668 par Du Cange en annexe de son édition de l'Histoire de saint Louis de Jean de Joinville, à partir d'un manuscrit d'Amiens écrit en dialecte picard (manuscrit perdu depuis) ; le texte en était peu correct et la disposition des parties bouleversée, mais c'est sous cette forme que le Conseil a été connu, par exemple, de Montesquieu. Une autre édition a été donnée en 1846 par Ange-Ignace Marnier, à partir de plusieurs manuscrits de différentes bibliothèques.

## Édition
- Ange-Ignace Marnier (éd.), Le Conseil de Pierre de Fontaines, ou traité de l'ancienne jurisprudence française, Paris, Durand et Joubert, 1846.